# Sayausí

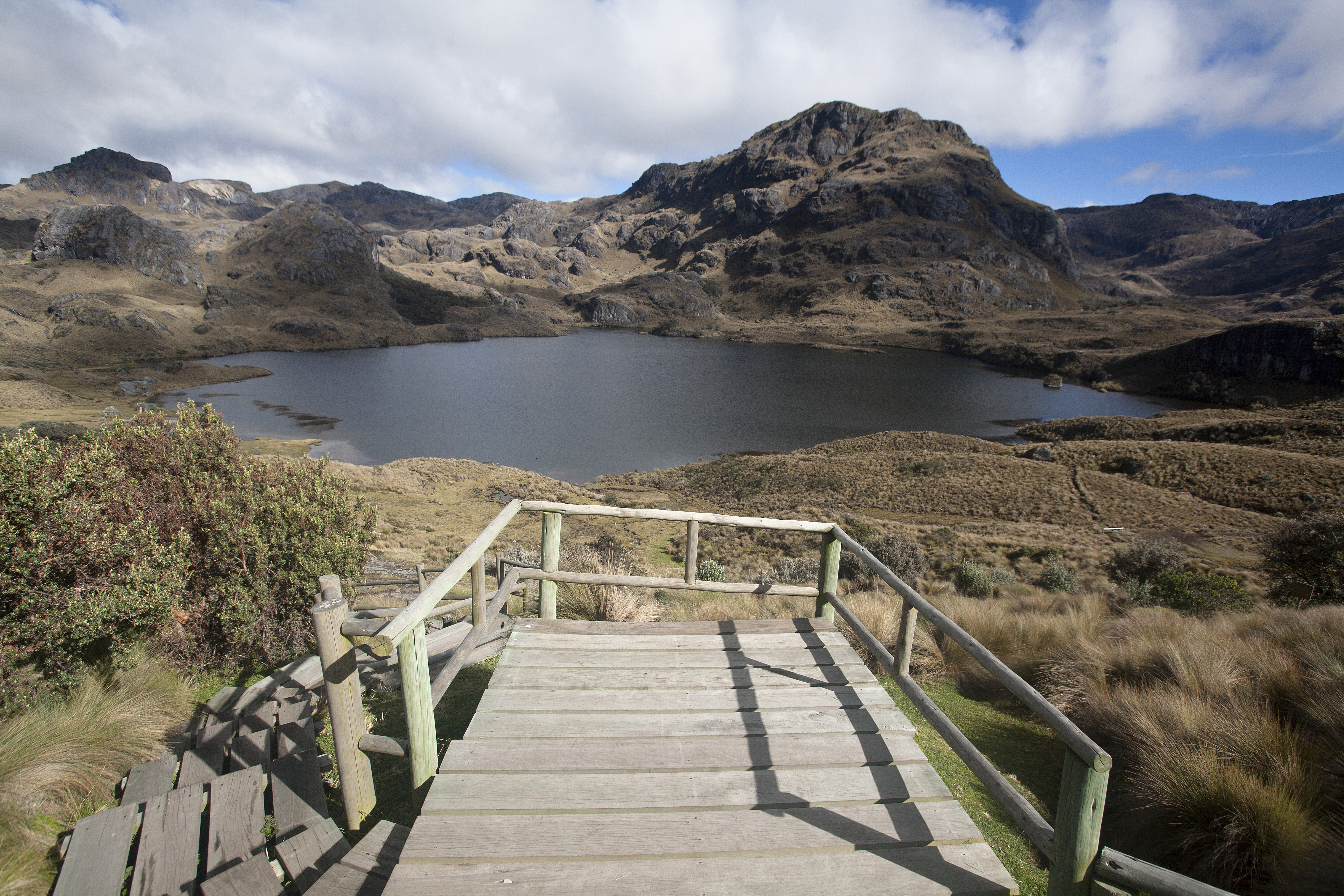
Laguna Toreadora im Nationalpark Cajas

Sayausí ist ein Vorort der Provinzhauptstadt Cuenca sowie eine Parroquia rural („ländliches Kirchspiel“) im Kanton Cuenca der ecuadorianischen Provinz Azuay. Die Parroquia besitzt eine Fläche von 315,73 km². Die Einwohnerzahl betrug im Jahr 2010 8392. Die Parroquia wurde am 27. Mai 1878 gegründet.

## Lage
Die Parroquia Sayausí liegt im Nordwesten einer Beckenlandschaft in den Anden und umfasst die westnordwestlichen Vororte im Ballungsraum von Cuenca. Das Areal wird hauptsächlich von Río Tomebamba nach Osten entwässert. Der Río Mazán, ein rechter Nebenfluss des Río Tomebamba, verläuft entlang der südlichen Verwaltungsgrenze nach Osten. Im Nordosten wird das Gebiet vom Río Culebrillas, ein rechter Nebenfluss des Río Machángara, begrenzt. Im Nordwesten und im Westen verläuft entlang der Verwaltungsgrenze die kontinentale Wasserscheide. Die Berge erreichen im westlichen Teil der Parroquia Höhen zwischen 4000 m und 4500 m. Der 2720 m hoch gelegene Ort Sayausí befindet sich 8 km westnordwestlich vom Stadtzentrum von Cuenca. Die Fernstraße E582 (Cuenca–Molleturo–Puerto Inca) führt durch das Verwaltungsgebiet und an dessen Hauptort Sayausí vorbei.
Die Parroquia Sayausí grenzt im Norden an die Provinz Cañar mit der Parroquia Gualleturo (Kanton Cañar), im Nordosten an die Parroquia Chiquintad, im Osten an die Parroquia rural Sinincay und an die Parroquia urbana San Sebastián, im Süden und im Südwesten an die Parroquia San Joaquín, sowie im Westen und im Nordwesten an die Parroquia Molleturo.

## Ökologie
Im Südwesten der Parroquia befindet sich der Nationalpark Cajas mit einer größeren Anzahl an Bergseen.